# Sandulf's Cross

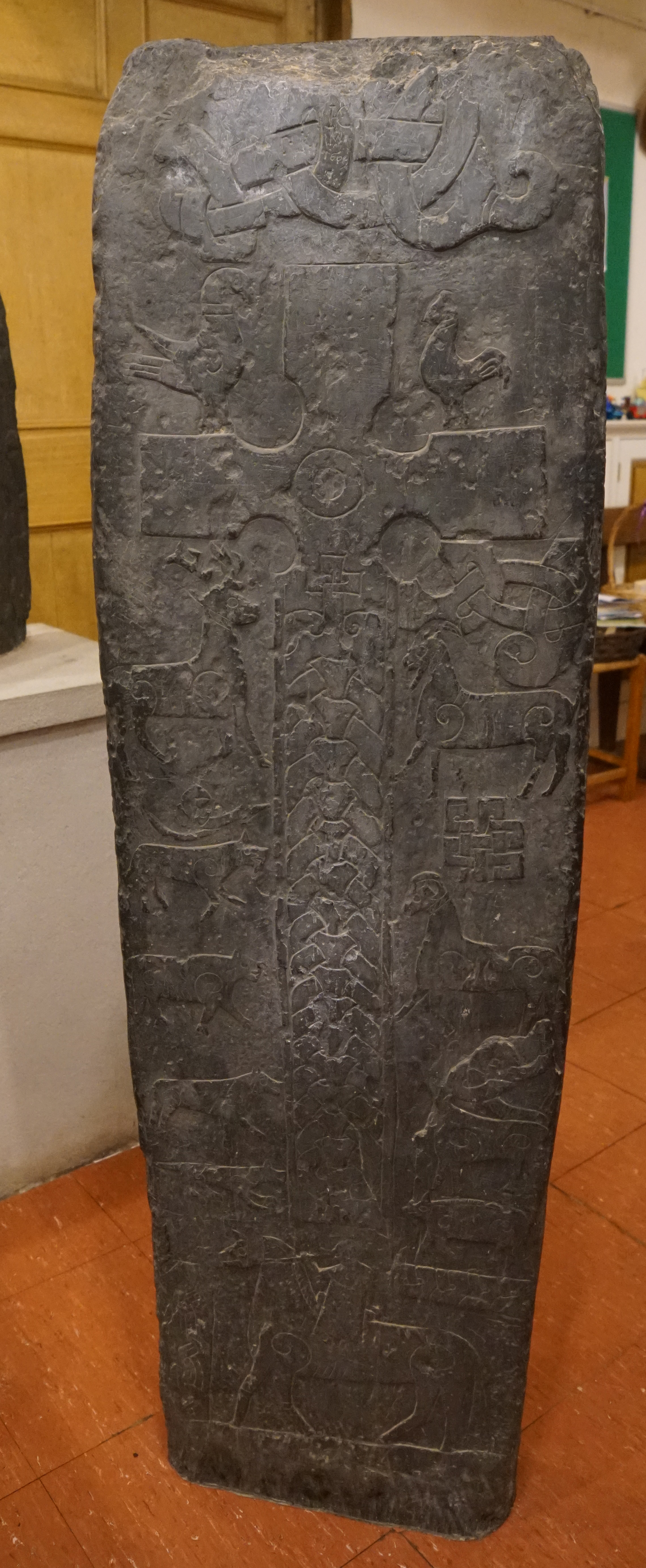
Sandulf's Cross (Manx Cross 131), kant B.

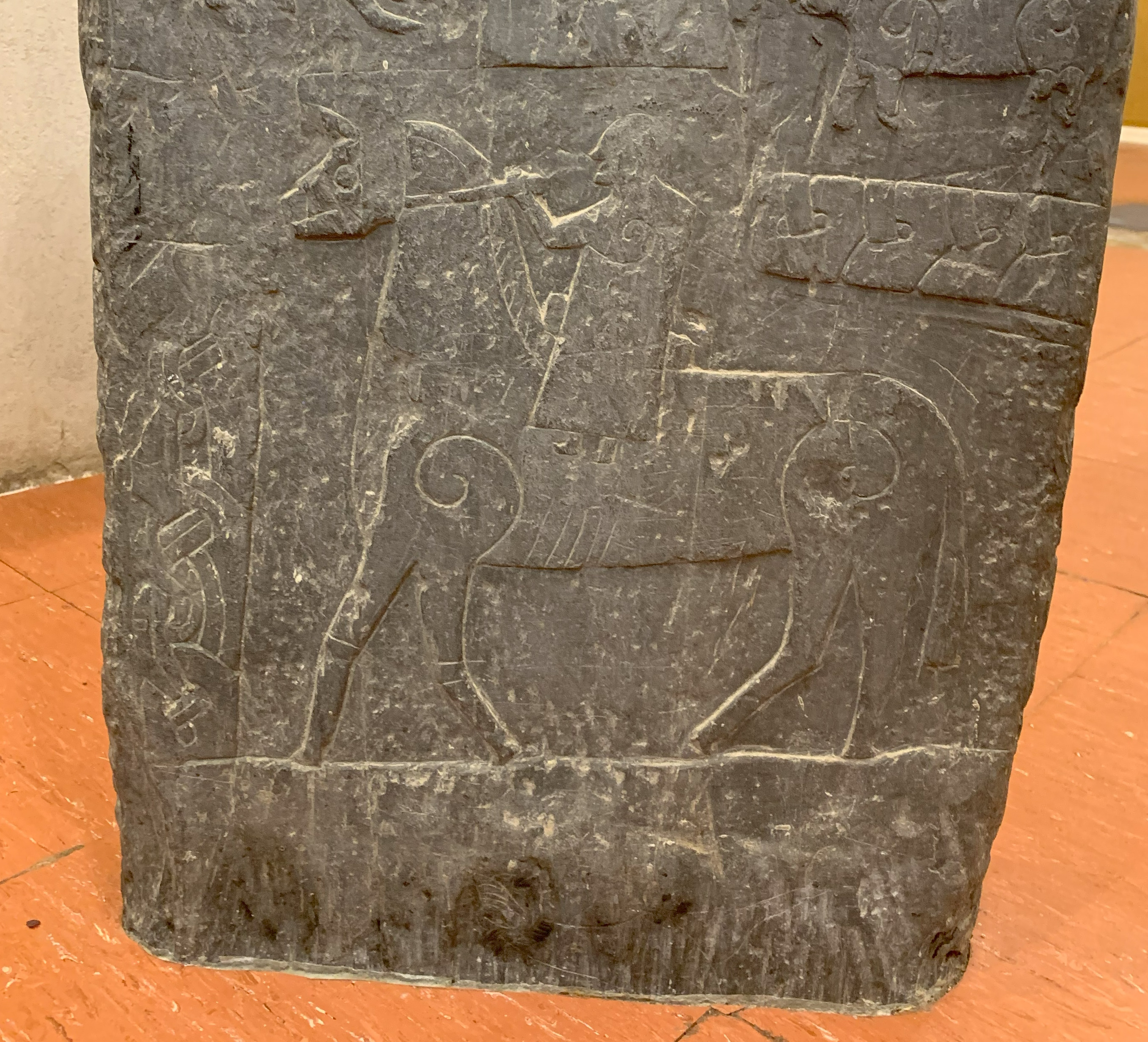
Aan de onderzijde van kant B is vermoedelijk de overleden vrouw Arinbjorg te paard afgebeeld.

Sandulf's Cross, ook Arinbjork's Cross Slab, is een grafkruis uit het midden van de tiende eeuw afkomstig van het eiland Man en is geregistreerd als Manx Cross nummer 131 door de Manx National Heritage. De steen bevindt zich in Kirk Andreas in de parish Andreas op Man.

## Vindplaats
Sandulf's Cross werd gevonden rond 1880 op de begraafplaats van Kirk Andreas.

## Beschrijving en interpretaties
Het Sandulf's Cross is een blok steen van 1,93 meter hoog, 43 centimeter breed en 14 centimeter dik. Aan beide zijden van de steen is een versierd kruis uitgehakt in laagreliëf. De steen is naast de kruisen versierd met dierfiguren.
Aan de ene kant (A) zijn links van het kruis een os, een wild zwijn, een ruiter met een korte speer of knuppel en een hond die een hert achtervolgt afgebeeld. Rechts van het kruis staat een geit afgebeeld gevolgd door een wolf, een hinde en een beer, terwijl een hond de andere kant uit rent. Boven de armen van het kruis zijn vermoedelijk hanen afgebeeld, een belangrijk symbool van wederopstanding in de christelijke traditie.
Aan de zijkant bevindt zich een runen-inscriptie. In Oudnoords staat er dat Sandulf de Zwarte dit kruis heeft opgericht ter herinnering aan zijn vrouw Arinbjorg (Arinbiaurk). Deze vrouwennaam is een Scandinavische naam, wat zeldzaam is op het eiland Man - in runen worden voornamelijk Keltische namen gevonden.
Aan de andere kant (B) staan links van het kruis een hert en een opgerolde slang afgebeeld en nog vier dieren die zijn geïdentificeerd als een wolf, beer, nog een wolf en een hond. Rechts van het kruis staan een geit, een ram, een slang, een beschadigd dier dat wellicht een os voorstelt, en een wild zwijn. Boven het kruis wederom twee hanen.
Onder het kruis is een ruiterfiguur in reliëf afgebeeld, waarbij de benen van de ruiter, die een lang kleed draagt, aan dezelfde kant van het paard te zien zijn. Het is mogelijk dat dit een afbeelding is van Arinbjorg in amazonezit is. Onder de ruiterfiguur is een wolf afgebeeld; deze is in de huidige opstelling niet te zien omdat dit deel van de steen onder de vloer zit.

## Afbeeldingen

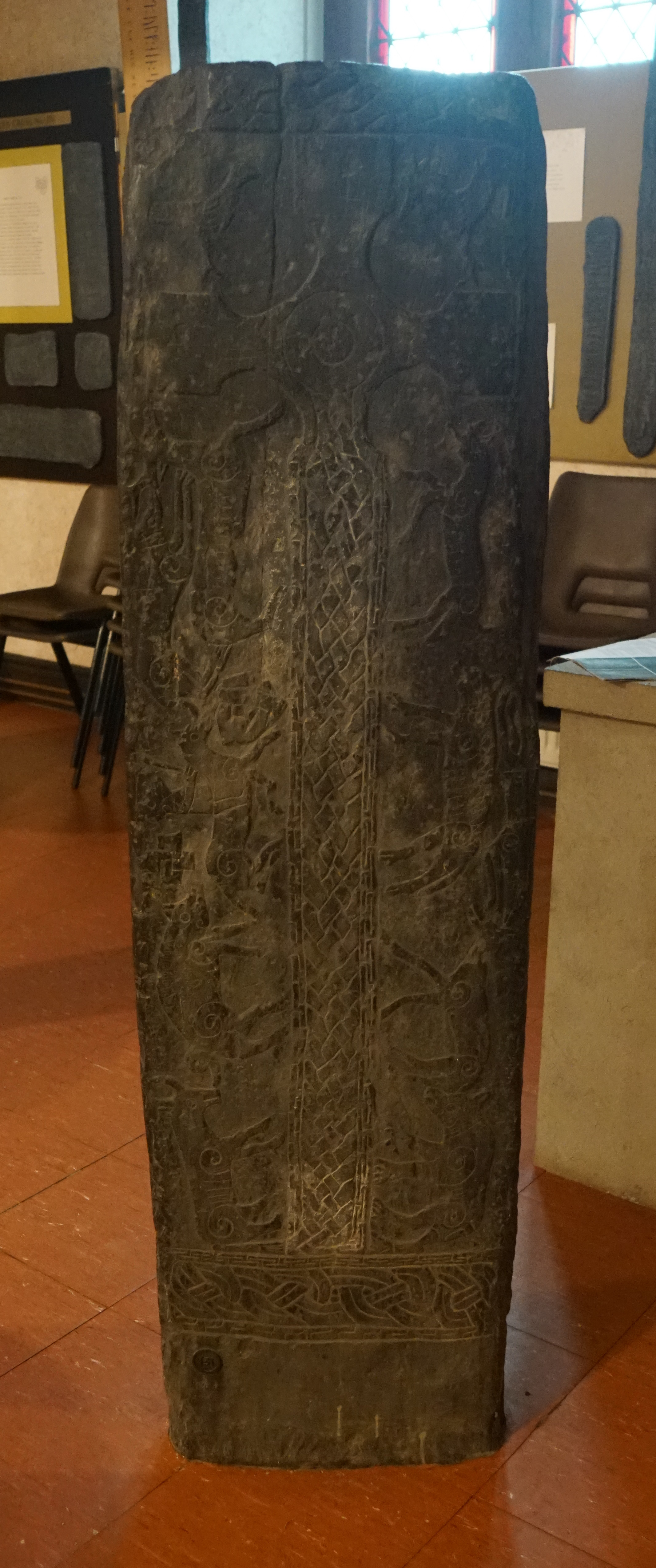
Kant A
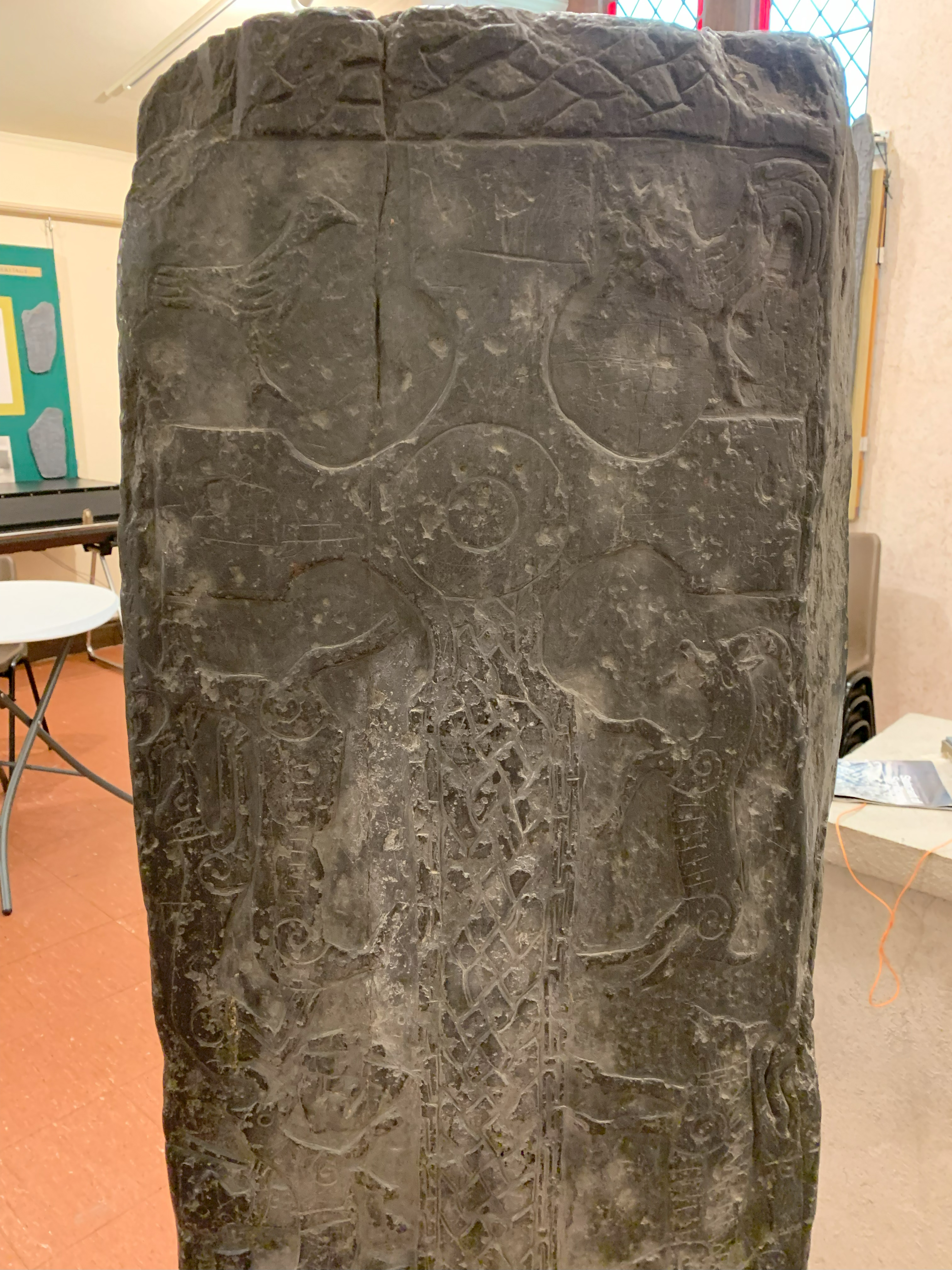
Kant A, detail bovenzijde
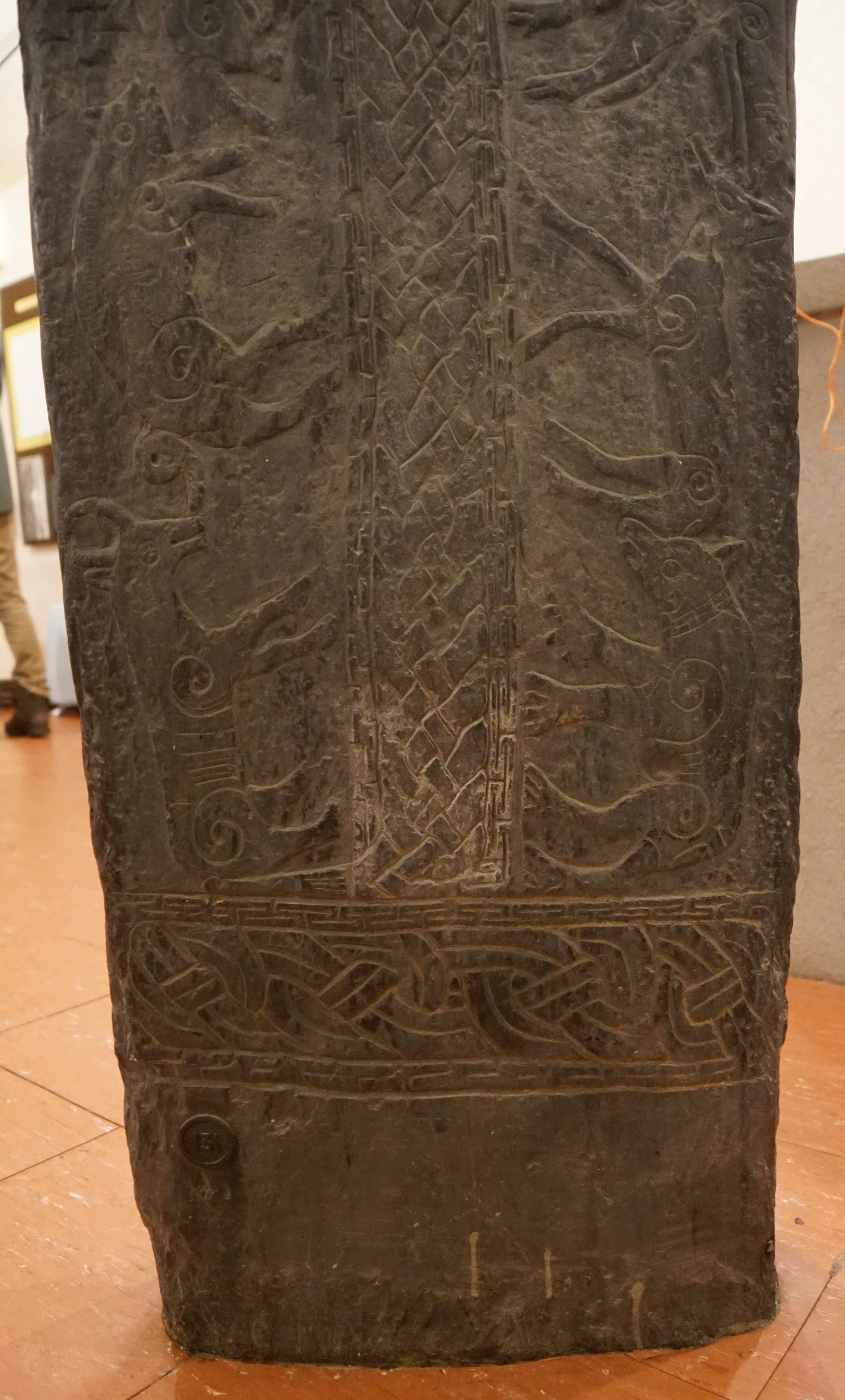
Kant A, detail onderzijde
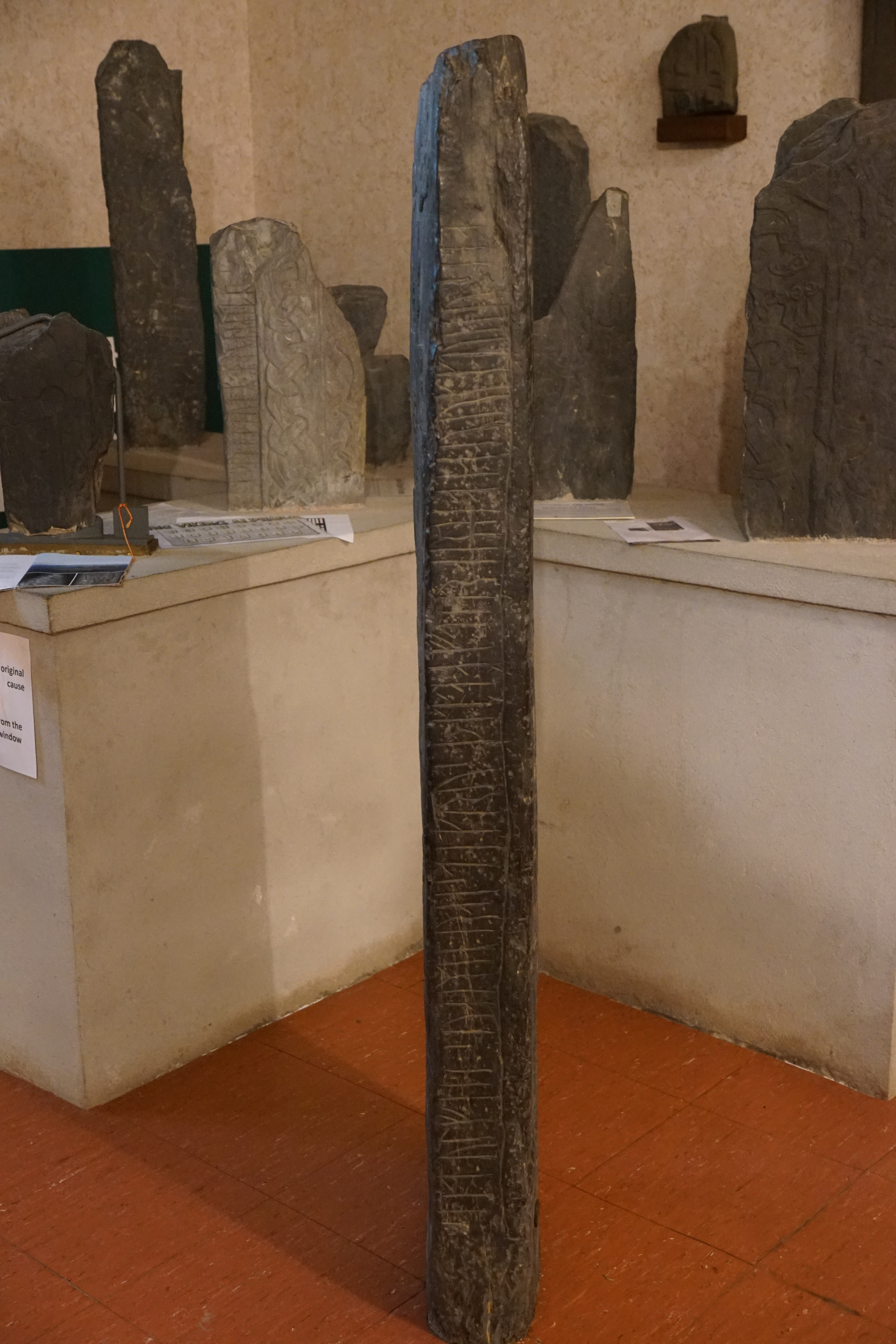
Runen op de zijkant
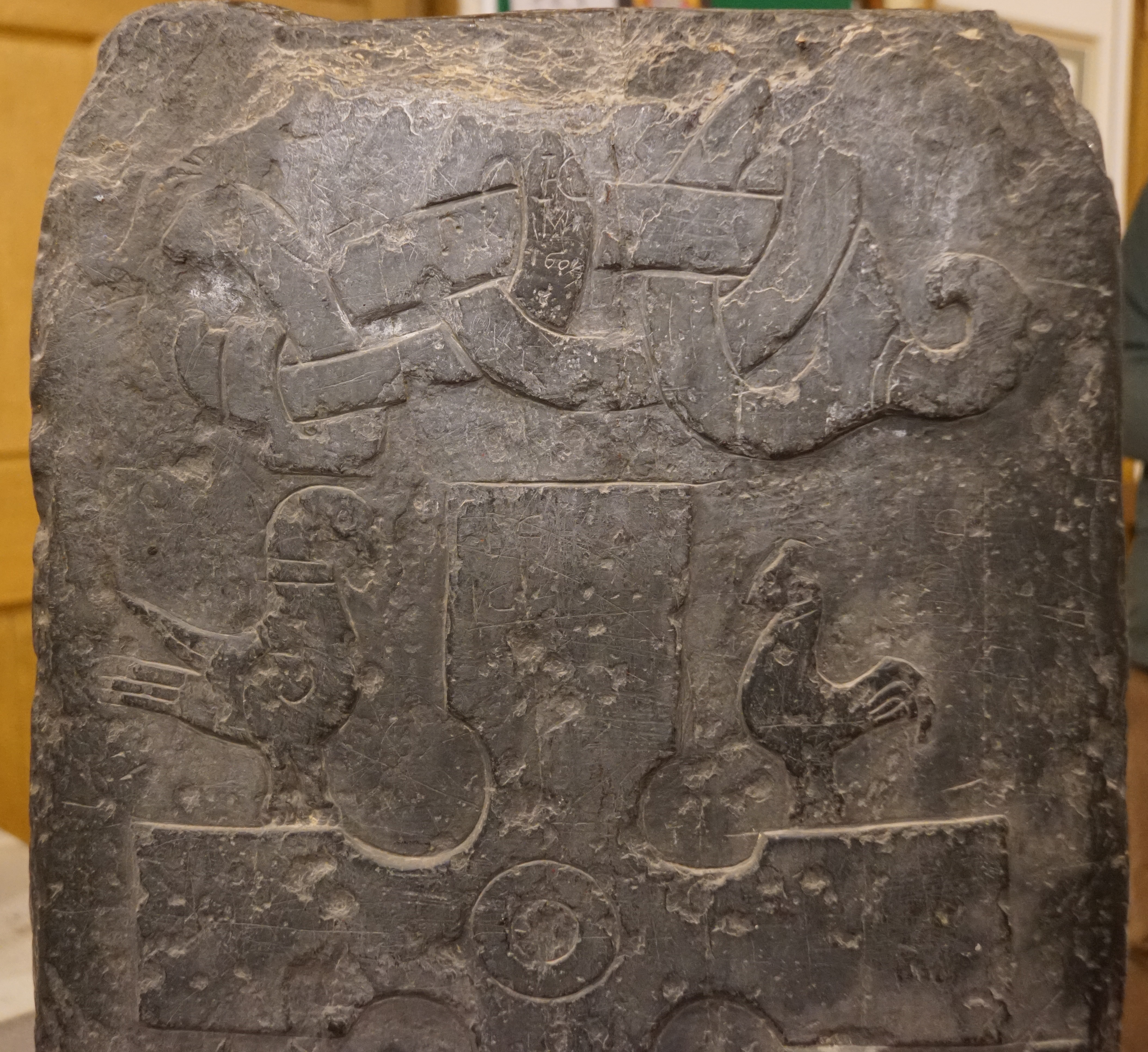
Kant B, detail bovenzijde
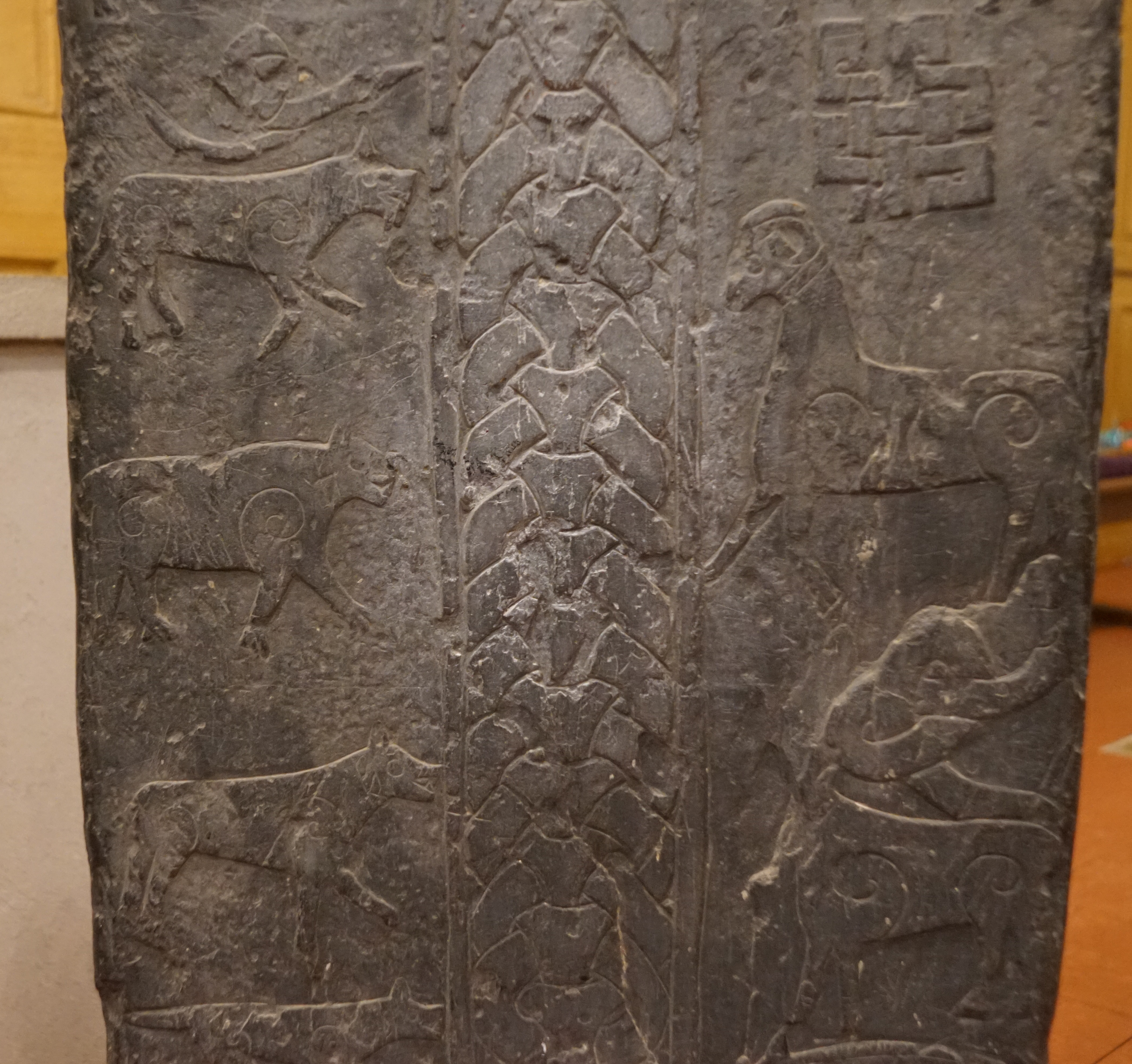
Kant B, detail midden